# 56 (getal)
56 (zesenvijftig) is het natuurlijke getal volgend op 55 en voorafgaand aan 57.

## In de wiskunde
- Het getal 56 is een driehoekig piramidegetal.

## Overig
56 is ook:
- Het landnummer voor internationale telefoongesprekken naar Chili.
- Het jaar A.D. 56 en 1956.
- Het atoomnummer van het scheikundig element Barium (Ba).
- Het aantal handtekeningen onder de Amerikaanse Onafhankelijkheidsverklaring.